# Закалинки
Закалинки (пол. Zakalinki) — деревня в Бяльском повете Люблинского воеводства Польши. Входит в состав гмины Константынув. По данным переписи 2011 года, в деревне проживало 508 человек.

## География
Деревня расположена на востоке Польши, на берегах реки Чижувки, на расстоянии приблизительно 21 километра к северу от города Бяла-Подляска, административного центра повета. Абсолютная высота — 157 метров над уровнем моря. Через населённый пункт проходит региональная автодорога 811.

## История
Согласно «Справочной книжке Седлецкой губернии на 1875 год» деревня Закалинки входила в состав гмины Заканале Константиновского уезда Седлецкой губернии. В 1912 году Константиновский уезд был передан в состав новообразованной Холмской губернии.
В 1975—1998 годах деревня входила в состав Бяльскоподляского воеводства.

## Население
Демографическая структура по состоянию на 31 марта 2011 года:
|         | Всего | До трудоспособного возраста | Трудоспособного возраста | Старше трудоспособного возраста |
| ------- | ----- | --------------------------- | ------------------------ | ------------------------------- |
| Мужчины | 261   | 55                          | 167                      | 39                              |
| Женщины | 247   | 45                          | 146                      | 56                              |
| Всего   | 508   | 100                         | 313                      | 95                              |